# Echipa României de Cupa Billie Jean King
Echipa României de Cupa Billie Jean King reprezintă România în competiția feminină de tenis pe echipe Cupa Billie Jean King. Este guvernată de Federația Română de Tenis și evoluează în Grupa Mondială I, eșalonul de elită al competiției.
Cel mai bun rezultat al României în Cupa Billie Jean King îl reprezintă prezența în semifinale în 1973. De asemenea, România a ajuns de cinci ori în sferturile de finală, în anii 1974, 1978, 1980, 1981 și 2016.

## Istorie
România a participat prima dată în competiție în anul 1973, la ediția cu numărul 11, ajungând până în semifinale după victorii în fața Braziliei, Suediei și Marii Britanii și fiind apoi învinsă de Africa de Sud cu 2-1. În 1992, România a retrogradat din Grupa Mondială, petrecând următoarele șapte sezoane în eșalonul Zona Europa/Africa. În 1999, România a ajuns în playoff-ul pentru promovarea în Grupa Mondială II, dar a ratat accesul.
În perioada 2000-2013, România a jucat în permanență în Zona Europa/Africa. În 2014 și în 2015, echipa României a obținut două promovări consecutive, ajungând până în eșalonul de elită. Astfel, în 2016, România a jucat pentru prima dată în Grupa Mondială după o pauză de 15 ani. În 2017, România a retrogradat din acest nivel, dar în 2018 a revenit în Grupa Mondială după victoria cu 3-1 în fața Elveției. În 2019, România a ajuns până în semifinalele competiției, unde a fost învinsă de Franța.

## Performanțe recente

### 2014-prezent
| An      | Competiție                     | Dată               | Locație                         | Oponent        | Scor | Rezultat   |
| ------- | ------------------------------ | ------------------ | ------------------------------- | -------------- | ---- | ---------- |
| 2014    | Grupa Mondială II, play-off    | 19–20 aprilie      | București (România)             | Serbia         | 4–1  | Victorie   |
| 2015    | Grupa Mondială II, runda întâi | 7–8 februarie      | Galați (România)                | Spania         | 3–2  | Victorie   |
| 2015    | Grupa Mondială, play-off       | 18–19 aprilie      | Montreal (Canada)               | Canada         | 3–2  | Victorie   |
| 2016    | Grupa Mondială, runda întâi    | 6–7 februarie      | Cluj-Napoca (România)           | Cehia          | 2–3  | Înfrângere |
| 2016    | Grupa Mondială, play-off       | 16–17 aprilie      | Cluj-Napoca (România)           | Germania       | 1–4  | Înfrângere |
| 2017    | Grupa Mondială II, runda întâi | 11–12 februarie    | București (România)             | Belgia         | 1–3  | Înfrângere |
| 2017    | Grupa Mondială II, play-off    | 22–23 aprilie      | Mamaia (România)                | Marea Britanie | 3–2  | Victorie   |
| 2018    | Grupa Mondială II, runda întâi | 10–11 februarie    | Cluj-Napoca (România)           | Canada         | 3–1  | Victorie   |
| 2018    | Grupa Mondială, play-off       | 21–22 aprilie      | Cluj-Napoca (România)           | Elveția        | 3–1  | Victorie   |
| 2019    | Grupa Mondială, runda întâi    | 9–10 februarie     | Ostrava (Cehia)                 | Cehia          | 3–2  | Victorie   |
| 2019    | Grupa Mondială, semifinale     | 20–21 aprilie      | Rouen (Franța)                  | Franța         | 2–3  | Înfrângere |
| 2020-21 | Grupa Mondială, calificări     | 7–8 februarie 2020 | Cluj-Napoca (România)           | Rusia          | 2–3  | Înfrângere |
| 2020-21 | Grupa Mondială, play-off       | 16–17 aprilie 2021 | Cluj-Napoca (România)           | Italia         | 1–3  | Înfrângere |
| 2022    | Grupa Mondială, calificări     | 15–16 aprilie      | Radom (Polonia)                 | Polonia        | 0–4  | Înfrângere |
| 2022    | Grupa Mondială, play-off       | 11–12 noiembrie    | Oradea (România)                | Ungaria        | 4–0  | Victorie   |
| 2023    | Grupa Mondială, calificări     | 14–15 aprilie      | Koper (Slovenia)                | Slovenia       | 2–3  | Înfrângere |
| 2023    | Grupa Mondială, play-off       | 10–12 noiembrie    | Kraljevo (Serbia)               | Serbia         | 4–0  | Victorie   |
| 2024    | Grupa Mondială, calificări     | 12–14 aprilie      | Fernandina Beach, Florida (SUA) | Ucraina        | 3–2  | Victorie   |
| 2024    | Turneul final                  | 10–20 noiembrie    | Sevilia, Spania                 | Japonia        | 1–2  | Înfrângere |

## Jucătoare
Echipa din anul 2024 (baraj pentru Grupa Mondială)
- Ana Bogdan (#64 la simplu; #318 la dublu)
- Jaqueline Cristian (#75 la simplu; #215 la dublu)
- Anca Todoni (#191 la simplu; #724 la dublu)
- Mara Gae (#1062 la simplu; #958 la dublu)

Echipa din anul 2023 (baraj pentru Grupa Mondială)
- Jaqueline Cristian (#97 la simplu; #240 la dublu)
- Elena-Gabriela Ruse (#127 la simplu; #37 la dublu)
- Irina Bara (#190 la simplu; #130 la dublu)
- Anca Todoni (#259 la simplu; #858 la dublu)
- Monica Niculescu (#933 la simplu; #41 la dublu)

Echipa din anul 2022 (baraj pentru Grupa Mondială)
- Irina Bara (#119 la simplu; #60 la dublu)
- Mihaela Buzărnescu (#127 la simplu; #261 la dublu)
- Elena-Gabriela Ruse (#55 la simplu; #56 la dublu)
- Monica Niculescu (#346 la simplu; #38 la dublu)

Echipa din anul 2020 (calificări pentru Grupa Mondială)
- Ana Bogdan (#92 la simplu; #219 la dublu)
- Irina Bara (#159 la simplu; #104 la dublu)
- Jaqueline Cristian (#162 la simplu; #179 la dublu)
- Elena-Gabriela Ruse (#177 la simplu; #117 la dublu)
- Raluca Olaru (#55 la dublu)

Echipa din anul 2019 (Grupa Mondială)
- Simona Halep (#3 la simplu; #386 la dublu)
- Mihaela Buzărnescu (#29 la simplu; #27 la dublu)
- Irina-Camelia Begu (#75 la simplu; #35 la dublu)
- Ana Bogdan (#105 la simplu; #360 la dublu)
- Monica Niculescu (#106 la simplu; #51 la dublu)